# Madame Monet che legge
Madame Monet che legge è un dipinto a olio su tela realizzato nel 1874 circa dal pittore francese Pierre-Auguste Renoir. È conservato nel Museu Calouste Gulbenkian di Lisbona.
Il quadro fu dipinto in occasione di un soggiorno di Renoir ad Argenteuil presso i coniugi Monet, e raffigura la moglie del celebre pittore.